# Instituto Nacional de Enfermedades Respiratorias
El Instituto Nacional de Enfermedades Respiratorias Ismael Cosío Villegas (INER) es una institución de atención médica, enseñanza e investigación científica perteneciente a la Secretaría de Salud de México cuya especialidad son las enfermedades del aparato respiratorio. Forma parte de los Institutos Nacionales de Salud, un sistema de 13 institutos de investigación en ciencias biomédicas en los que se brindan servicios de salud pública y docencia a la población en general, destacando entre los mejores de su tipo en Latinoamérica.

## Historia
El primer nombre del instituto fue el Sanatorio para Enfermos Tuberculosos de Huipulco inaugurado en 1936 por el presidente de México, Lázaro Cárdenas del Río. En 1969 cambió de nombre a Hospital para Enfermedades Pulmonares de Huipulco y posteriormente, en 1975, nuevamente cambió de nombre a Instituto Nacional de Enfermedades Pulmonares. Finalmente, el 14 de enero de 1982 se publicó en el Diario Oficial de la Federación un decreto del entonces presidente de México, José López Portillo que le otorga el nombre actual, su autonomía y su descentralización bajo la coordinación de la Secretaría de Salud. Durante la Pandemia de neumonía por coronavirus de 2019-2020 del COVID-19 2019-2020, el Instituto Nacional de Enfermedades Respiratorias fue el primer establecimiento de salud en México en confirmar el primer caso a nivel nacional.

## Directores
- Donato G. Alarcón (1936 - 1947)
- Fernando Rébora Gutiérrez (1947 - 1956, 1965 - 1967)
- Ismael Cosío Villegas (1956 - 1965)
- Miguel Jiménez Sánchez (1967 - 1977)
- José Luis Luna Aguilar (1977 - 1980)
- Horacio Rubio Monteverde (1980 - 1992)
- Jaime Villalba Caloca (1993 - 2003)
- Fernando Cano Valle (2003 - 2008)
- Rogelio Pérez Padilla (2008 - 2013)
- Jorge Salas Hernández (2013 - 2023)
- Carmen M. Hernández Cárdenas (actualidad)